# Alpha Boys School
L'Alpha Boys' School est une institution pour enfants en difficulté établie au 26 South Camp Road, dans la partie Est de la capitale jamaïcaine Kingston. Elle fut le dénominateur commun d'un grand nombre de prodiges de la musique jamaïcaine.  

## Histoire
Elle fut au départ un orphelinat chrétien créé le 1er mai 1880 par trois jeunes amies chrétiennes, Justina « Jessie » Ripoll, Josephine Ximes et Louise Dugiol. Grâce à leurs économies et avec le soutien du vicaire apostolique de la Jamaïque, les trois jeunes femmes acquièrent un terrain de 28 hectares qu’elles baptisent alors « Alpha Cottage School». À l’origine, il s’agit d’un orphelinat destiné à accueillir, aider et éduquer des jeunes filles issues de milieux sociaux défavorisés.
En décembre 1890, après dix années de dur labeur et de sacrifices, un groupe de sœurs appartenant à la congrégation chrétienne des Sisters of mercy de Bermondsey (Angleterre) les rejoignent, améliorant considérablement le fonctionnement de l'organisation. Trois mois plus tard, Justina « Jessie » Ripoll, Josephine Ximes et Louise Dugiol deviennent à leur tour membres des Sisters of Mercy prenant respectivement les noms de sœur Mary Peter Claver, sœur Mary Joseph et sœur Margaret Mary. 
Au début, la couture constitue la discipline principalement enseignée aux jeunes filles fréquentant l’orphelinat. Mais par la suite, alors que l’institution s’ouvre progressivement aux garçons (aujourd’hui l’académie Alpha est composée de quatre écoles : The Alpha Infant School, The Alpha Boys’ School, The Alpha Primary School et The Girls High School) viennent s’ajouter d’autres disciplines comme la menuiserie, l’imprimerie et la musique. C’est en 1892 qu’Alpha School commence son programme d’éducation musicale avec une petite formation de cuivres appelée The Drum & Fire Corp. Puis, en 1908, le groupe prend de l’ampleur grâce à un nombre important d’instruments à vent offert par le gouvernement Américain. L’établissement est désormais pourvu d’une section de cuivres de qualité dont les musiciens viendront régulièrement remplir les rangs de l’orchestre militaire de la Jamaïque. De nos jours, la majeure partie des musiciens jouant dans cet orchestre est issue d’Alpha. 
En 1910, son programme d'éducation musicale prend successivement le nom de Covent of mercy academy et Little Flower academy. L'institution, ouverte aux jeunes garçons désireux d'apprendre la musique mais pas forcément orphelins, voit sortir de ses rangs de nombreux musiciens de ska et de reggae qui seront plus tard mondialement reconnus.
L’enseignement musical de l’école s’affine et prend de l’envergure au fil des années pour atteindre son apogée en pleine période jazz dans les années 1940-1950. En effet, à cette époque, l’Alpha Boys’ School voit défiler la future élite des musiciens de l’île qui, au cours des années 1960-1970, jouera un rôle incontournable dans le développement des premiers styles musicaux « pop » typiquement jamaïcains tels que le ska, le rocksteady et le reggae.
Ainsi, quatre des membres fondateurs des Skatalites, le plus grand groupe de ska de tous les temps, firent leurs armes à l’Alpha Boys’ School. Il s’agit du tromboniste Don Drummond ; du célèbre saxophoniste Thomas 'Tommy' McCook ; du trompettiste Johnny "Dizzy" Moore et du saxophoniste et, occasionnellement trompettiste, Lester Sterling. De manière non exhaustive, on peut également citer Leslie Thompson (Docteur en musicologie et première personne de couleur à diriger le prestigieux Orchestre Symphonique de Londres) ; Oscar Clarke (trompettiste de talent et membre de l’orchestre de Louis Armstrong) ; Rico Rodriguez (l’un des meilleurs trombonistes de l’histoire de la musique jamaïcaine avec Don Drummond) ; Eddie « Tan Tan » Thornton (trompettiste des groupes Boney M et Aswad entre autres) ; Charles Clarke (pianiste et Docteur en musicologie) ; Leroy « Horsmouth » Wallace (célèbre batteur de Studio One qui joua auprès des plus grands artistes de reggae tels Burning Spear, Soul Syndicate, Big Youth, Bunny Wailer, Abyssinians, Dennis Brown, Alton Ellis, etc. et acteur principal du film Rockers réalisé par Theodoros Bafaloukos en 1978) ; Leroy Smart (batteur, danseur et chanteur à la voix sublime et poignante) ; Bobby Ellis (trompettiste) ; Cedric Brooks (saxophoniste) ; Carl Bryan (saxophoniste) ; Vin Gordon (tromboniste) ; David Madden (trompettiste) ; Raymond Harper (saxophoniste) ; Joseph Bennett (saxophoniste) ; Glen Da Costa (saxophoniste) ; Carron A.J. McGibbon (tromboniste et membre original de Jamaica All Stars, chanteur de UNIT 3 et qui joue aussi le clavier pour I Jah Man Levi, Mighty Diamonds, etc.) ; Glen Williams (trompettiste et membre du groupe Byron Lee & The Dragonaires) ; Johnny Osbourne ; Yellowman (célèbre DJ adepte du slackness) ; Albert 'Apple' Craig (ancien membre du groupe Israel Vibration) ou encore le multi-instrumentiste Winston 'Sparrow' Martin (batteur, trompettiste, claviériste, directeur de la section de musique à l’Alpha Boy’s School depuis 1987 et actuel membre des Jamaica All Stars aux côtés de Johnny "Dizzy" Moore). 
Sœur Mary Ignatius Davies, qui dirigea l’Alpha Boys’ School de février 1939 jusqu’à sa mort en février 2003, reste un personnage emblématique de l’école. En effet, c’est elle qui éduqua un grand nombre des musiciens les plus illustres de l’île cités précédemment. Elle apparaît dans plusieurs documentaires sur l’histoire de la musique jamaïcaine dont, notamment, Portraits of Jamaican Music de Pierre-Marc Simonin dans lequel elle nous fait partager ses souvenirs :
« Les enfants venaient ici parce qu’ils avaient besoin d’être soignés, d’être protégés, certains parce qu’ils avaient perdu leurs parents. La musique n’est pas la seule activité que nous ayons ici, nous en avons sept autres. En 1892, au départ, l’Alpha Boys’ School était une petite formation. Et puis, en 1908, on a reçu des instruments à vent des États-Unis et c’est là qu’on a vraiment commencé. Bien sûr, tout le monde voulait faire partie du groupe. Mais rapidement, ils s’apercevaient que ce n’était pas si facile que ça et qu’il fallait beaucoup travailler et beaucoup s’entraîner. On était très pauvre à l’époque. Souvent, on rafistolait les instruments avec des bouts de ficelle et on bouchait les trous comme on pouvait. Mais ça ne les a pas empêchés de réussir et, pour beaucoup, au plus haut niveau dans leur profession. Parfois, lorsque leur professeur était absent, ils se réunissaient et faisaient des bœufs, bien loin de ce qu’on leur apprenait. À l’époque, ils étudiaient surtout du classique, mais entre eux, ils jouaient du jazz, du rhythm and blues, etc. Ce qu’ils ont retrouvé plus tard dans leur vie. Mais ils n’ont jamais oublié d’où ils venaient. » 
Aujourd’hui, sœur Suzan Fraser est l’actuelle directrice de l’école. 
Dans les années 1960 et 70, les anciens élèves pouvaient espérer trouver du travail auprès des nombreux studios de Kingston. Aujourd'hui, ils se dirigent vers le Jamaica Military Band où 9 musiciens sur 10 sortent de cette institution. Récemment, il a été possible d'en voir sur scène au sein des Jamaica All Stars.

## Sources
- Livres

BARROW Steve, DALTON, Peter, 2004, The Rough Guide To Reggae, Londres, Rough Guides. 
KROUBO DAGNINI, Jérémie, 2008, Les origines du reggae: retour aux sources. Mento, ska, rocksteady, early reggae, L'Harmattan, coll. Univers musical, pp.133-141  (ISBN 978-2-296-06252-8).
- Videos

Portraits of Jamaican Music, France, Dir. SIMONIN, Pierre-Marc, Passage Productions, 1998.
Rockers, USA, Dir. BAFALOUKOS, Theodoros, Music Video Distribution, 1978. 
- Albums

Alpha Boys’ School: Music in Education 1910-2006, Trojan, 2006. 
- Internet

Interview de MARTIN, Winston, 1er décembre 2006, Kingston (auteur: Jérémie Kroubo Dagnini)
- Alpha Boys' School: l'élite musicale de la nation jamaïcaine par Jérémie Kroubo pour Afiavimag.com